# Barca a chiglia

Il disegno di una classe star, tipo di barca a chiglia che ha fatto parte del programma dei Giochi olimpici

La barca a chiglia (in inglese keelboat) è una categoria di natante, solitamente a vela, dotata di una chiglia per la navigazione. In questo si differenzia dalle derive (in inglese dinghies) e dai multiscafi (in inglese multihulls).

## Descrizione
Negli antichi velieri, la chiglia era una trave longitudinale che attraversava lo scafo della barca da poppa a prua ed aveva lo scopo di aumentarne la stabilità al galleggiamento. Nelle moderne barche a vela, la chiglia è in pratica un bulbo e la sua forma deve essere tale da evitare i sobbalzi laterali quando l'imbarcazione naviga di bolina.

## Storia

### Barche a chiglia ai Giochi olimpici

Oltre il sistema che caratterizza l'imbarcazione a deriva mobile (da Sx a Dx) quale la classe "Finn" e la classe "Flying Dutchmann" vi sono quelle barche a chiglia alla quale appartiene la classe "Star", "la Dragone" (quella con scafo marrone, chiglia grigia) e la classe internazionale 5,5 metri. Queste imbarcazioni furono presenti alle Olimpiadi del 1960-64-68.

Nella storia dei Giochi olimpici diverse sono state le classi veliche barche a chiglia che si sono avvicendate nelle varie edizioni (in giallo le classi olimpiche correnti, in verde quelle facenti parte del programma dei Vintage Yachting Games).
| Classe     | 1912 | 1920 | 1924 | 1928 | 1932 | 1936 | 1948 | 1952 | 1956 | 1960 | 1964 | 1968 | 1972 | 1976 | 1980 | 1984 | 1988 | 1992 | 1996 | 2000 | 2004 | 2008 | 2012 | Tot. |
| ---------- | ---- | ---- | ---- | ---- | ---- | ---- | ---- | ---- | ---- | ---- | ---- | ---- | ---- | ---- | ---- | ---- | ---- | ---- | ---- | ---- | ---- | ---- | ---- | ---- |
| Star       |      |      |      |      | •    | •    | •    | •    | •    | •    | •    | •    | •    |      | •    | •    | •    | •    | •    | •    | •    | •    | •    | 18   |
| Dragon     |      |      |      |      |      |      | •    | •    | •    | •    | •    | •    | •    |      |      |      |      |      |      |      |      |      |      | 7    |
| 5,5 metri  |      |      |      |      |      |      |      | •    | •    | •    | •    | •    |      |      |      |      |      |      |      |      |      |      |      | 5    |
| Soling     |      |      |      |      |      |      |      |      |      |      |      |      | •    | •    | •    | •    | •    | •    | •    | •    |      |      |      | 8    |
| Tempest    |      |      |      |      |      |      |      |      |      |      |      |      | •    | •    |      |      |      |      |      |      |      |      |      | 2    |
| Yngling    |      |      |      |      |      |      |      |      |      |      |      |      |      |      |      |      |      |      |      |      |      | •    |      | 1    |
| Elliott 6m |      |      |      |      |      |      |      |      |      |      |      |      |      |      |      |      |      |      |      |      |      |      | •    | 1    |

## Classi veliche
Nell'elenco che segue le 30 "classi barche a chiglia" (kellboats classes), riconosciute ufficialmente dalla International Sailing Federation.
- 2,4 metri
- 5,5 metri
- 6 metri
- 8 metri
- 12 metri
- Access 2.3
- Access 303
- Access Liberty
- Dragon
- Elliott 6m (classe olimpica)

- Etchells
- Flying 15
- H-Boat
- IOD
- J/22
- J/24
- J/80
- Melges 24
- Melges 32
- Micro

- Platu 25
- RC44
- SB20
- Shark
- Soling
- Sonar
- Star (classe olimpica)
- Tempest
- Ultimate 20
- Yngling